# Zotheca tranquilla
Zotheca tranquilla là một loài bướm đêm trong họ Noctuidae.